# جورجینا هارلند
جورجینا هارلند (انگلیسی: Georgina Harland؛ زادهٔ ۱۴ آوریل ۱۹۷۸) ورزشکار پنج‌گانه مدرن اهل بریتانیا است.
وی در مسابقات کشوری و بین‌المللی در مجموع برندهٔ ۳ مدال طلا، ۲ مدال نقره، ۳ مدال برنز شده‌است.